# Raduń (wyspa)
Raduń (Krampa, Radzin) – wyspa przy Odrze, w Dolinie Dolnej Odry. Wyspę od zachodu otaczają wody Domiąży i Szerokiego Nurtu – głównego koryta Odry, na odcinku przy Policach przed ujściem do Zalewu Szczecińskiego. Od wschodu wyspę ogranicza struga Raduń. Wyspa znajduje się w granicach gminy Goleniów na zachód od wsi Święta. Na zachodnim brzegu Krampy wytyczona została granica między gminą Goleniów a miastem Police. Obszar wyspy został włączony w granice administracyjne portu morskiego Police.
Wyspa znajduje się w specjalnym obszarze ochrony siedlisk Ujście Odry i Zalew Szczeciński.
Do 1945 r. stosowano niemiecką nazwę Radun-Werder. W 1949 r. ustalono urzędowo polską nazwę Raduń.